# Werner Puntigam
Werner Puntigam (* 1964 in Radkersburg, Steiermark) ist ein österreichischer Jazz- und Improvisationsmusiker (Posaune, Stimme, Noises, Komposition) und Performancekünstler.

## Leben und Wirken
Puntigam absolvierte das Studium der Visuellen Mediengestaltung an der Hochschule für künstlerische und industrielle Gestaltung in Linz. Seither arbeitet er unter dem Namen pntgm EAR X EYE als freischaffender multidisziplinärer Künstler für Musik, Fotografie, Performance und Design. Als Musiker ist Puntigam in den Bereichen Komposition und Improvisation tätig. Er ist Initiator und Betreiber zahlreicher unkonventioneller intermedialer Projekte, welche oftmals in interkulturellem Kontext stehen.
1990 gründete er gemeinsam mit Zoro Babel und Gabriele Mirabassi die Gruppe Focus Pocus, mit der er zwei Alben aufnahm. Gemeinsam mit Klaus Hollinetz und der aus Zimbabwe stammenden Mbira-Spielerin Hope Masike bildete Puntigam in den 2000er-Jahren das interkulturelle Trio mbirations, das „rural-urban chamber music“ produzierte. Mit Christoph Wundrak, Emil Gross und Ayako Kanda tritt er im Improvisationsensemble Blastik auf.
Für zahlreiche Theater- und zeitgenössische Tanztheater-Produktionen war er als Komponist tätig. z. B. für das Landestheater Linz, das Theater Phönix, den Posthof in Linz, das WUK Wien, das Staatstheater Nürnberg.
Puntigam wohnt seit 1983 in Linz und verbringt seit 2003 als Artist in Residence jährlich mehrere Monate in Maputo/Mosambik.

## Auszeichnungen
- 2013 Kulturpreis des Landes Oberösterreich (Großer Landeskulturpreis für Kunst im interkulturellen Dialog)

## Diskographie (Auswahl)
- 2020 Werner Puntigam, Beat Keller, Georg Wilbertz: und ja, and yes,. zOaR Records ZCD 066.
- 2017 Werner Puntigam,  Rabito Arimoto: kokyū [breathing]. ATS-Records CD0898.
- 2014 AZFA & Pamberi Trust: KUNZWANA #1.
- 2012 Werner Puntigam, Ewald Oberleitner, Marcus Huemer double.bass.trombone. ATS-Records CD0781.
- 2010 Werner Puntigam, Matchume Zango: Maputo. ATS-Records CD0723.
- 2009 Werner Puntigam Mambas Força! ATS-Records CD0693.
- 2008 Mbirations: More of rural-urban chamber music. ATS-Records CD0638.
- 2006 Werner Puntigam, Klaus Hollinetz: Siankwede. ATS-Records CD0597.
- 1999 Werner Puntigam Feat. Sonic Fusion: Blow & Order - The Rave Orchestra - Dive'N'Rave. ATS Records
- 1992 Soundso: Knock on Hollywood. Mit Wolfgang Lesowsky, Peter Androsch, Andreas G. Luger. Forum Film.